# Hugo Pich
Hugo Pich (* 7. Juni 1882 in Filehne; † unbekannt) war ein deutscher evangelisch-lutherischer Pfarrer, Superintendent und Mitglied der Deutschen Christen.

## Leben und Wirken
Pich erwarb seinen Abiturabschluss und studierte Evangelische Theologie. Nach seiner Dienstzeit als Vikar wurde er zum Pfarrer ordiniert.
Pich wirkte als Pfarrer und vertrat die völkisch-nationalistischen Positionen der Deutschen Christen. Er wurde zum Superintendenten von Schneidemühl ernannt.
Als Pich in den Ruhestand getreten war, ließ er sich in Eisenach nieder. Hier entwickelte er den Vorschlag, eine eigene Institution zu gründen, die die „Entjudung“ des Christentums als Teil von Hitlers „Weltkampf gegen das Weltjudentum“ vorantreiben sollte. Entwürfe dazu verschickte er 1937/38 u. a. an Ludwig Müller und Hermann Muhs.
So gehörte er zu den Mitbegründern des Instituts zur Erforschung und Beseitigung des jüdischen Einflusses auf das deutsche kirchliche Leben. Im Rahmen des Instituts wurde er Geschäftsführer der Arbeitsgruppe, die sich die Entjudung des evangelischen Gesangbuches zum Ziel setzte. Nach Heinz Hungers Einziehung zum Kriegsdienst übernahm Pich am 15. Juni 1940 kommissarisch die Geschäftsführung des Instituts. Nach Pichs Ausscheiden übernahm Hans Ermisch am 7. Mai 1943 die Leitung der Institutsgeschäftsstelle.
In einer Gedenkschrift, die Pich im August 1944 veröffentlichte, forderte Pich eine noch gründlichere „Entjudung“ der Kirche, indem die Theologie von Paulus („der Jude Scha-ul“) beseitigt werden sollte. In der Folge distanzierten sich selbst Deutsche Christen wie Hugo Rönck und Walther Schultz von Pich.
Nach Kriegsende wurde Pichs Frei vom Juden – auch im Glauben! in der Sowjetischen Besatzungszone auf die Liste der auszusondernden Literatur gesetzt.

## Schriften
- 30 Jahre Liebesarbeit des evangelischen Erziehungsvereins in Posen. Evangelischer Erziehungsverein, Posen 1927.
- Frei vom Juden – auch im Glauben!. Krafft & Drotleff, Sibiu 1943.